# Woning Pieter De Bruyne
De woning Pieter De Bruyne is een atelierwoning in Aalst van de gelijknamige interieurarchitect. 

## Toelichting

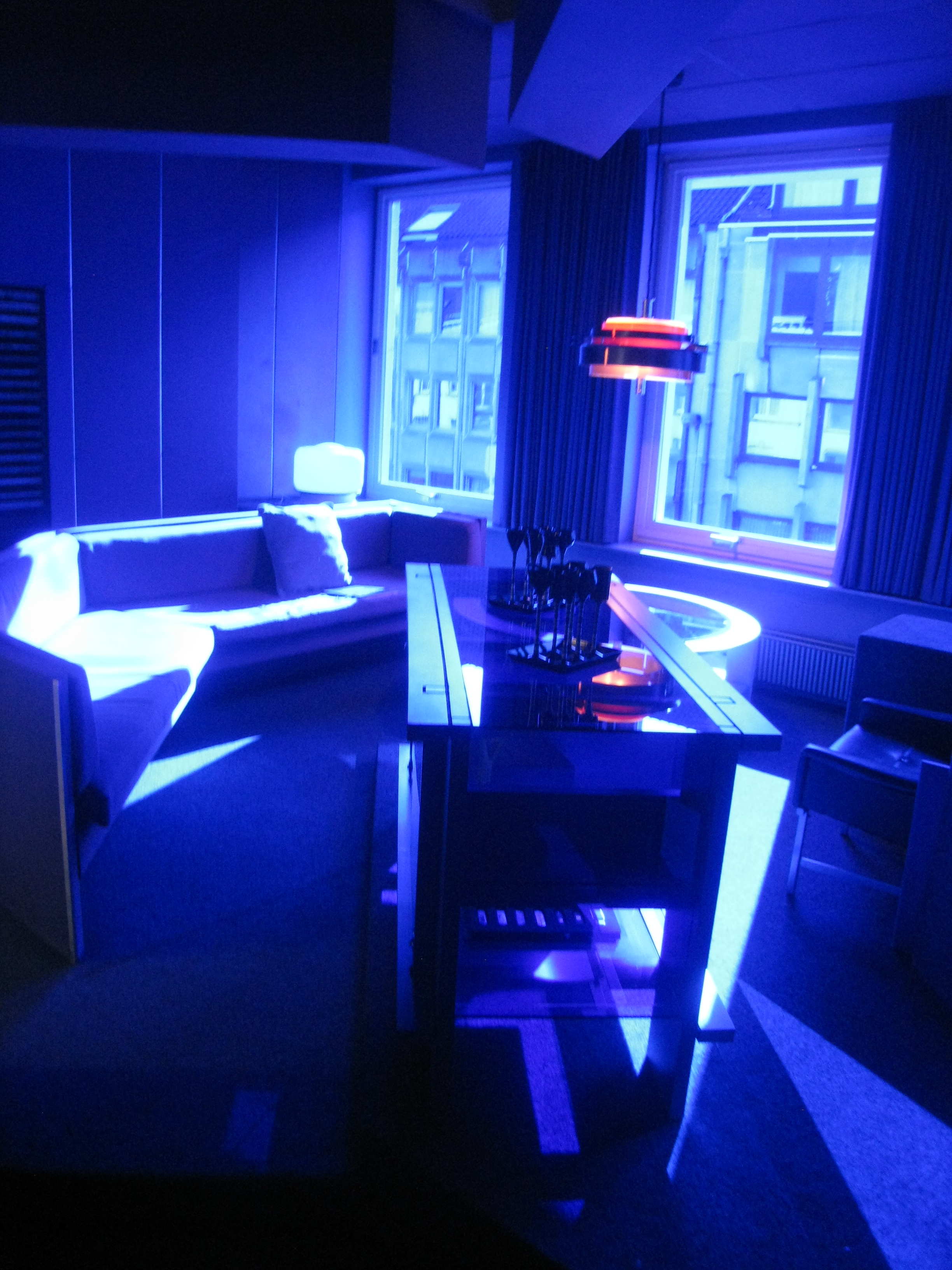
Blauwe kamer

Het oorspronkelijke neoclassicistische burgerhuis aan de Stationstraat 16 in Aalst werd in 1972 door Pieter De Bruyne volledig heringericht en uitgebreid tot eigen woning, toonzaal en atelier. In 2007 volgde de bescherming als monument. De nieuw ingerichte woning bevat een aantal kenmerkende gekleurde kamers. De blauwe kamer erin verwijst naar Goethes blauwe kamer. Deze kamer is ingericht als een geestelijke rusthoek en inspiratiebron en voor het beluisteren van muziek. De blauwe kleur van het interieur en het meubilair wordt versterkt door het blauwe glas in de raampartijen, dat geen infiltratie of storing van andere kleuren toelaat. Verdere opvallende kamers zijn het volledig witte privé-atelier met bibliotheek en de 'rode kamer'.
Na de vroegtijdige dood van de ontwerper werd de woning een atelierwoning van architect Christian Kieckens.